# چیسل (میشیگان)
چیسل (به انگلیسی: Chassell) یک منطقهٔ مسکونی در ایالات متحده آمریکا است که در میشیگان واقع شده‌است. چیسل ۱۸۸٫۹۸ متر بالاتر از سطح دریا واقع شده‌است.

## جغرافیا
بر اساس ادارهٔ سرشماری ایالات متحدهٔ آمریکا، چیسل، ۳.۶۲ مایل مربع (۹.۳۸ کیلومتر مربع) مساحت دارد که تمامی آن زمین است.
چیسل در کنار خلیج پیک، که بخشی از دریاچه پورتیج است، واقع شده و نزدیک به دهانه رودخانه استرجن قرار دارد. این جامعه حدود ۶.۱ مایل (۹.۸ کیلومتر) در جنوب شهر هاتن در میشیگان واقع شده است.